# Der eherne Reiter

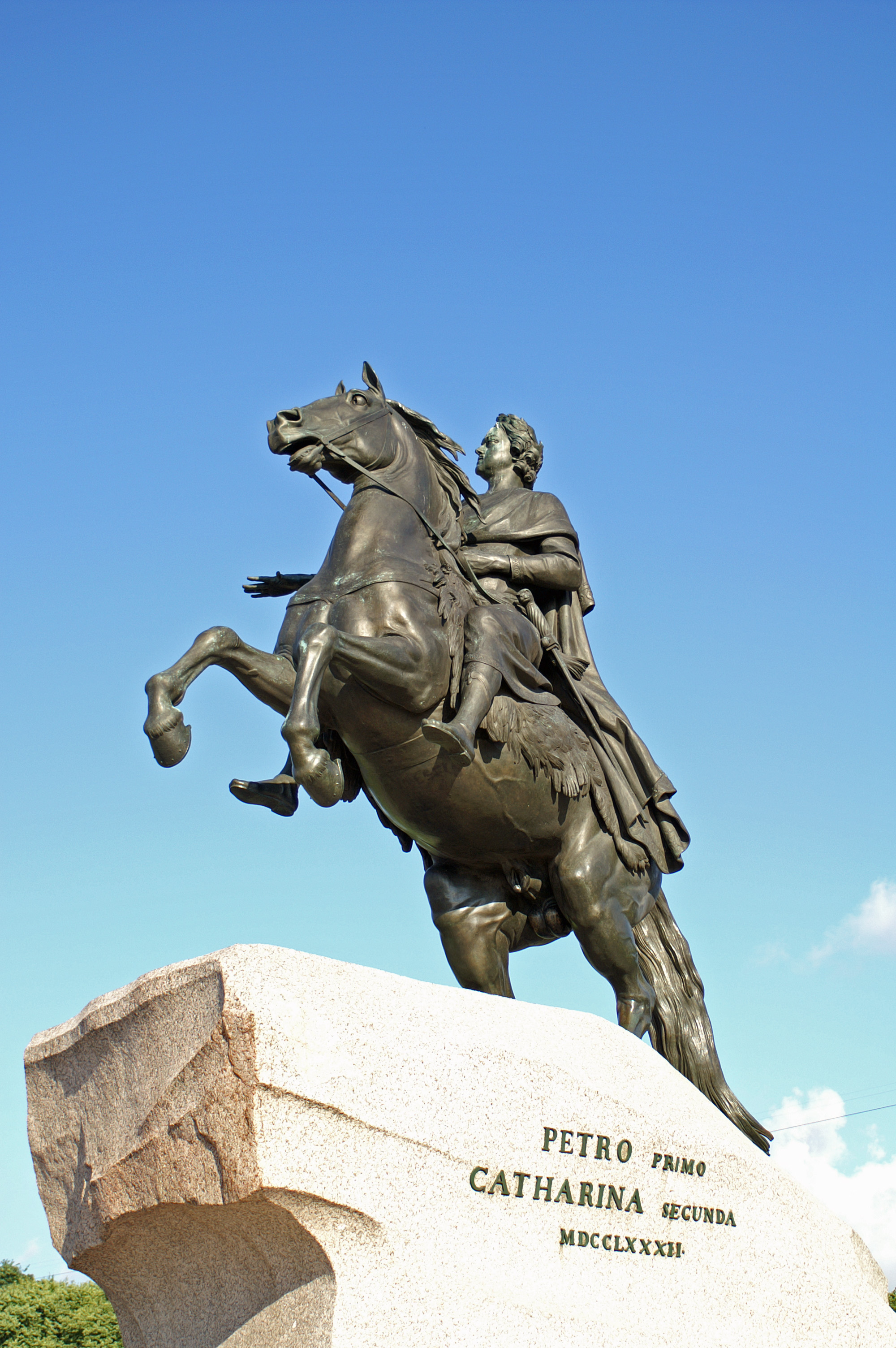
Detailaufnahme mit Inschrift

Mit der populären Bezeichnung Der eherne Reiter (russisch Медный всадник, Medny wsadnik) wird das 1782 errichtete bronzene Reiterstandbild des Zaren Peter der Große auf dem Sankt Petersburger Senatsplatz benannt. Die Reiterstatue ist eines der Wahrzeichen von Sankt Petersburg. Zar Peter I. ist „hoch zu Ross“ auf einem sich aufbäumenden Pferd dargestellt, unter dessen Hufen eine Schlange zertreten wird. Die Szene soll Peters Sieg über die Schweden in der Schlacht bei Poltawa symbolisieren.
Die Zarin Katharina die Große ließ das Denkmal von dem berühmten französischen Bildhauer Étienne-Maurice Falconet errichten. Seine Schülerin Marie-Anne Collot schuf den Kopf des Zaren, Fjodor Gordejew die Schlange. Den Guss leitete Wassili Jekimow. Katharina wollte mit dem monumentalen Denkmal ebenso Peter wie sich selbst Unsterblichkeit verleihen. Es trägt die Beschriftung in Latein („Petro Primo / Catharina Secunda / MDCCLXXXII“) auf der linken und auf Russisch („Петру Первому / Екатерина Вторая / Лѣта 1782“; deutsch: „Peter dem Ersten / Katharina die Zweite / 1782“) auf der rechten Seite.
Falconet war 1766 einem Ruf der Zarin nach St. Petersburg gefolgt, arbeitete dort 1768 bis 1770 am Modell des Denkmals, aber erst als 1780 der riesige Findling für den Sockel nach St. Petersburg gebracht worden war, konnte zwei Jahre später das 13,60 m hohe Denkmal enthüllt werden.

## Darstellungsweise und ikonographischer Typus

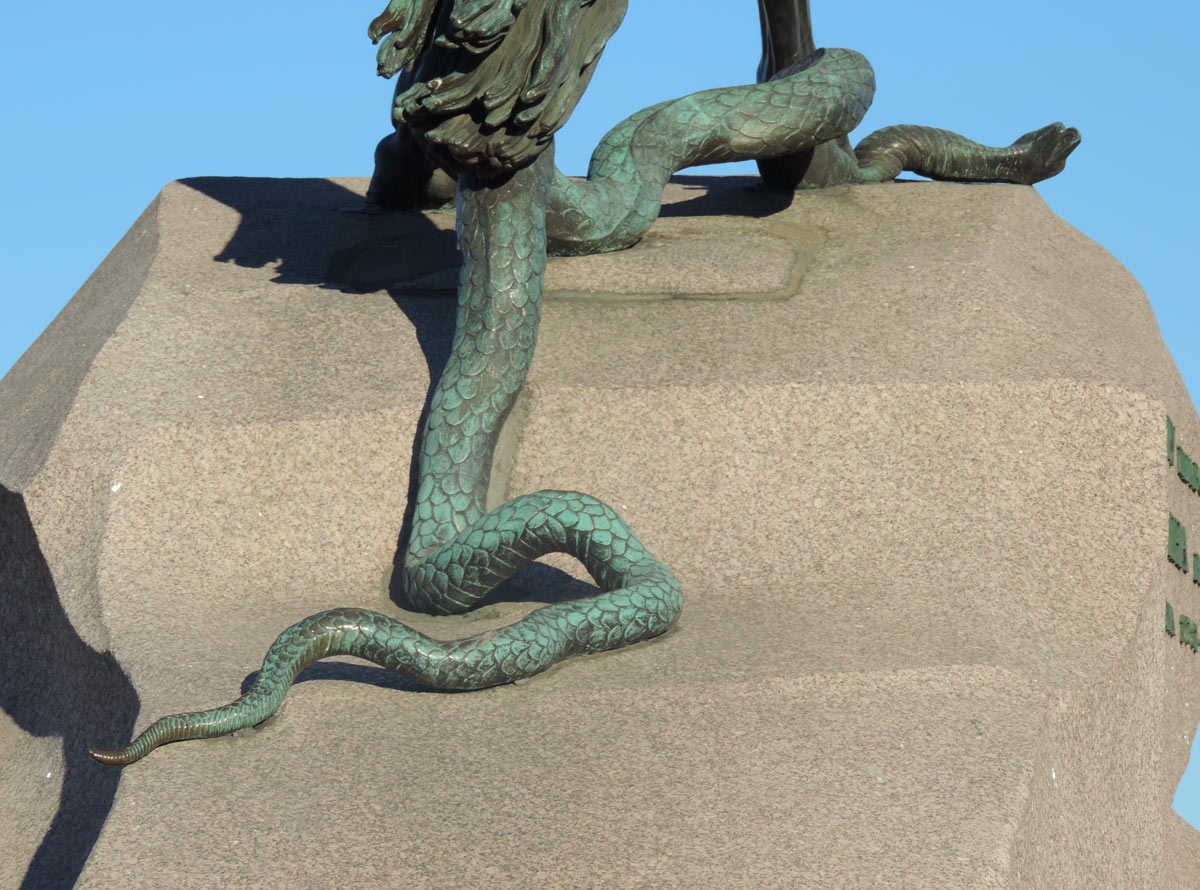
Detailsicht auf der Rückseite.

Der Herrscher ist mit Lorbeerkranz, Toga und hochgebundenen Sandalen in antikisch-idealisierender Weise dargestellt. Er sitzt ohne Steigbügel auf einem Fell statt des damals üblichen Sattels, und auch sein Schwert hat kein zeitgenössisches Vorbild. Das kourbettierende Pferd setzt die ansteigende Bewegung des monolithen, natürlich geformten Sockels fort.
Das Motiv des auf den Hinterbeinen stehenden Pferdes ist eine hellenistische Bilderfindung und wurde in der Nachantike erstmals von Leonardo da Vinci zeichnerisch aufgegriffen, aber nicht als Skulptur verwirklicht. Erst Pietro Tacca gelang die Realisierung eines solchen statisch heiklen Bronzegusses im Reiterdenkmal für Philipp IV. (1635–1640, Madrid). Gianlorenzo Berninis Reiterdenkmal des Kaisers Konstantin ist dagegen noch technisch und kompositorisch an den Reliefhintergrund gebunden und auch sein Ludwig XIV. benötigte noch kaschierte Stützen.
Das Denkmal in St. Petersburg steht am Ende einer bemerkenswerten Tradition barocker Reiterdenkmäler, die ausschließlich der Verherrlichung von Herrschern vorbehalten waren. Die antikisierende Kostümierung und der Gestus der flach ausgestreckten rechten Hand sollten an römische Reiterstandbilder (etwa das Mark Aurels) erinnern. Aber auch auf den ikonographischen Typus des Drachenbezwingers St. Georg (des russischen Nationalheiligen) wird mit dem zertretenen Reptil unter der Hinterhand des Pferdes angespielt.

## Technische Herausforderungen

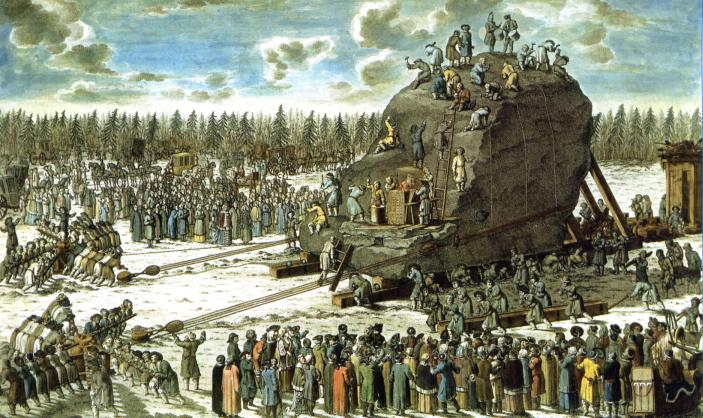
Der Transport des Felsens auf einer zeitgenössischen Darstellung

Eine technische Meisterleistung war der Transport des Sockels. Der „Donnerstein“ (russisch grom-kamen) genannte Monolith wiegt etwa 1250 Tonnen und wurde in einem Stück aus der Umgebung des etwa 22 km entfernten Lachta (finnisch Lahti) auf einer Art Kugellagerbahn und auf einem für diesen Zweck gebauten Kahn herantransportiert. Der Findling war während der Eiszeit an dem Fundort nahe der Küste liegen geblieben. Seit die Baugrube voll Wasser lief, existiert an der Fundstelle ein kleiner See (Petersee). Später errichtete man davor eine russisch-orthodoxe Kirche.
Die Aufgabe, einen so schweren Stein zu bewegen, stellte 1780 eine Meisterleistung des Ingenieurs Marinos Charvouris dar. Er galt als die schwerste bis zu diesem Zeitpunkt in einem Stück bewegte Masse. Der ursprüngliche Findling wog fast 2000 Tonnen und wurde mit Holzkohlefeuern etwas geglättet. Charvouris ließ den Findling ausgraben, ersann eine Art Wagenkasten und ließ diesen mit Seilwinden und Muskelkraft bewegen. Die Arbeiten dauerten ein ganzes Jahr. Angesichts des sumpfigen Bodens in dem Gebiet war das Gelingen des Vorhabens nicht sicher. Entgegen allen Befürchtungen kamen keine Menschen zu Schaden. Auf zeitgenössischen Abbildungen ist der Transportvorgang dargestellt.
Zudem gibt es umfangreiche Beschreibungen in der russischen Literatur, die zu einer Legendenbildung um das Denkmal führten. So soll ein Blitz in den Stein eingeschlagen sein, was zur Veränderung der Farbe an dessen Vorderseite geführt haben soll. Tatsächlich hat man wohl zwei weitere Findlinge angefügt, um die Form einer Welle nachzustellen, wodurch der Eindruck eines Risses entsteht. Die steinerne Welle mit dem Reiter symbolisiert die Eroberung des Meeres.

## Das Gedicht Puschkins und die weitere Rezeptionsgeschichte

Standbild mit Hochzeitsgesellschaft auf dem Petersburger Senatsplatz. Im Hintergrund das alte Senatsgebäude.

Nach dem 1833 geschriebenen Gedicht „Der eherne Reiter“ (im russischen Original „Медный всадник“) von Alexander Puschkin, das von diesem gewissermaßen ewig gleichen Reiter und dem Kampf eines kleinen Mannes handelt, bekam die Figur ihren charakteristischen Beinamen. Das Puschkin-Gedicht gehört bis heute zum literarischen Kanon an russischen Schulen; es ist daher allen Russen geläufig. Das Denkmal spielt bis heute eine bedeutende Rolle im Stadtbild. Fast ständig liegen frische Blumen zu seinen Füßen, frisch verheiratete Paare kommen hierher, um zu feiern und sich vor ihm fotografieren zu lassen. Im Jahre 2002 ließ die Stadtverwaltung das Denkmal restaurieren.
Seit 1934 bis heute ist es das Erkennungszeichen von Lenfilm (russ. Ленфильм), einem der größten Filmstudios Europas mit Sitz in Sankt Petersburg, das von 1924 bis 1991 Leningrad hieß.